# Marek Zieńczuk
Marek Zieńczuk (nacido el 24 de septiembre de 1978 en Gdansk) es un exfutbolista polaco que jugaba en la posición de centrocampista y cuyo último equipo fue el Ruch Chorzów de la Ekstraklasa.

## Clubes
| Club           | País    | Año       |
| -------------- | ------- | --------- |
| Lechia Gdańsk  | Polonia | 1996-1999 |
| Amica Wronki   | Polonia | 2000-2004 |
| Wisła Cracovia | Polonia | 2004-2009 |
| Skoda Xanthi   | Grecia  | 2009-2010 |
| Lechia Gdańsk  | Polonia | 2010      |
| Ruch Chorzów   | Polonia | 2011-2016 |

## Palmarés
| Título          | Club           | País    | Año  |
| --------------- | -------------- | ------- | ---- |
| Copa de Polonia | Amica Wronki   | Polonia | 2000 |
| Ekstraklasa     | Wisła Cracovia | Polonia | 2005 |
| Ekstraklasa     | Wisła Cracovia | Polonia | 2008 |
| Ekstraklasa     | Wisła Cracovia | Polonia | 2009 |